# Future Policy Award
Der World Future Policy Award  des World Future Councils zeichnet Gesetze zur Förderung besserer Lebensbedingungen für heutige und zukünftige Generationen aus. Das Ziel des Preises ist es, die herausragenden Gesetze weltweit zu verbreiten und so politische Handlungen für eine nachhaltige, gerechte und friedliche Zukunft zu fördern. Es ist der erste Preis, der, nach Einschätzung der Vertreter und Ratsmitglieder der Organisation, die besten Gesetze auf internationaler Ebene auszeichnet.

## Geschichte
Der World Future Policy Award wird jährlich von der Hamburger Stiftung World Future Council vergeben, seit 2010 in Zusammenarbeit mit UNO-Partnern und der Interparlamentarischen Union und anderen Partnerorganisationen. Die Stiftung identifiziert weltweit Best Policies (also beste Gesetze und Lösungen), die bereits existieren und erfolgreich umgesetzt werden konnten und hilft dabei diese international zu verbreiten. Als einziger Preis weltweit zeichnet dieser keine herausragenden Persönlichkeiten, sondern effektive politische Lösungen aus. Jedes Jahr wählt der World Future Council dafür ein Thema, bei dem, angesichts globaler Herausforderungen, besonders dringlicher Handlungsbedarf besteht.
Zwischen 2009 und 2021 wurden 60 Politikinstrumente aus 40 Ländern in den Themengebieten Natur- und Umweltschutz, Menschenrechte und Frieden ausgezeichnet.

## Prinzipien
Die 192 teilnehmenden Staaten des World Summit on Sustainable Development (Weltkongress für Nachhaltige Entwicklung) entwickelten im Jahre 2002 die sieben Prinzipien zur Gesetzgebung für nachhaltige Entwicklung. Diese Prinzipien basieren auf einer 10-jährigen akademischen Forschung der International Law Association und schließen komplexe und aktuelle Herausforderungen ein. Bei der Vergabe des Future Policy Awards basieren die Bewertungen der besten Gesetze auf diesen Prinzipien.
Die sieben Prinzipien umfassen:
1. Nachhaltige Nutzung von natürlichen Ressourcen
2. Das Vorsorgeprinzip im Umgang mit menschlicher Gesundheit, natürlichen Ressourcen und Ökosystemen
3. Gerechtigkeit und Armutsbekämpfung
4. Öffentliche Teilhabe, Zugang zu Information und Justiz
5. Verantwortungsvolle Regierungsführung und menschliche Sicherheit
6. Integration und Wechselbeziehungen
7. Gemeinsame, aber unterschiedliche Verantwortung

## Preise/Preisträger
Neben einem Gold-Preis werden auch Silber-Preise vergeben. Außerdem werden einige Gesetze mit Ehrenhafte Würdigungen oder einem „Visions-Preis“ ausgezeichnet.

### 2009
Erstmals wurde der Preis 2009 zum Thema Nahrungssicherheit an das Programm für Nahrungssicherheit der brasilianischen Stadt Belo Horizonte verliehen. Das Programm fördert städtische und stadtnahe Landwirtschaft, Tafeln, Volksküchen und Schulessen und konnte die Kindersterblichkeit um 60 % und die Unterernährung um 75 % reduzieren.

### 2010
2010 wurden Gesetze ausgezeichnet, die die Erhaltung der Artenvielfalt fördern. Die Verleihung fand auf der 10. Konferenz der Vertragsstaaten der UN-Konvention über die biologische Vielfalt (CBD) in Nagoya, Japan statt. Der Gold-Preisträger ist das Biodiversitätsgesetz aus Costa Rica, 1998, das ein Meilenstein zur Erreichung der Ziele der UN-Biodiversitätskonvention ist.

### 2011
2011 wurden im internationalen Jahr der Wälder die weltbesten Gesetze zum Schutz der Wälder im Rahmen einer Preisverleihung im Zoo des Central Parks, New York während der UNO-Vollversammlung ausgezeichnet. Gold Gewinner ist das nationale Waldprogramm in Ruanda. Der Preis wurde vom World Future Council in Partnerschaft mit dem UN Waldforum, der Konvention für biologische Vielfalt (CBD) und der Welternährungsorganisation (FAO) verliehen.

### 2012
2012 wurden effektive Gesetze zum Schutz von Ozeanen und Küsten ausgezeichnet. Gewonnen hat der Shark Haven Act, 2009 und der Protected Areas Network Act, 2003 aus Palau. Die Preisverleihung fand während der 11. Konferenz der Vertragsstaaten der UN-Konvention über die biologische Vielfalt (CBD) in Hyderabad, Indien statt und die Gewinner wurden bei einer Pressekonferenz im Hauptquartier der Vereinten Nationen in New York verkündet. Der Preis wurde vom World Future Council in Partnerschaft mit der Konvention für biologische Vielfalt (CBD), der Welternährungsorganisation (FAO) und der Globalen Umweltfazilität (GEF) verliehen.

### 2013
2013 wurde der Future Policy Gold Preis an den Vertrag von Tlatelolco über das Verbot von Kernwaffen in ganz Lateinamerika und der Karibik und der damit verbundenen nachhaltigen Abrüstung verliehen. Die Preisverleihung fand im UN-Hauptquartier in New York statt. Der Preis wurde vom World Future Council in Partnerschaft mit der Inter-Parlamentarischen Union und dem UN Büro für Abrüstung verliehen.

### 2014
Die Beendigung der Gewalt gegen Frauen und Mädchen war das Thema des Future Policy Awards in 2014. Im Rahmen einer Preisverleihung der 131. Vollversammlung der Interparlamentarischen Union in Genf wurde die Gold-Auszeichnung an das Koordinierte vorgehen aller Einrichtungen („Duluth Modell“), USA vergeben. Der Preis wurde vom World Future Council in Partnerschaft mit der Inter-Parlamentarischen Union und UN Women verliehen.

### 2015
2015 wurden die besten Kinderrechtsgesetze gewürdigt. Im Rahmen der 133. Vollversammlung der Interparlamentarischen Union in Genf wurde Sansibars Kindergesetz mit Gold ausgezeichnet. Der Preis wurde vom World Future Council in Partnerschaft mit der Inter-Parlamentarischen Union und UN Women verliehen.

### 2017
In 2017 zeichnete der World Future Council die besten Gesetze gegen Wüstenbildung aus. Auf der 13. UNCCD-Staatenkonferenz (COP) in Ordos (Innere Mongolei, China) wurde Äthiopiens Gesetz zur Selbstversorgung mit Nahrungsmittel, der wirtschaftlichen Entwicklung mittels schonenden Landverbrauchs und der Förderung nachhaltiger Landwirtschaft mit Gold ausgezeichnet. Der Preis wurde vom World Future Council in Partnerschaft mit der UN-Konvention zur Bekämpfung der Desertifikation verliehen.

### 2018
2018 ehrte der Future Policy Award die besten Gesetze, um Agrarökologie zu stärken. Dabei hat die Politik für Ökolandbau des Bundesstaates Sikkim (2004) und „Sikkim Organic Mission“ (2010) die Goldauszeichnung erhalten. Die Preisverleihung fand in der Welternährungswoche 2018 in Rom am FAO-Hauptsitz statt. Der Preis wurde vom World Future Council in Partnerschaft mit der Welternährungsorganisation und IFOAM Organics International verliehen.

### 2019
Der FPA 2019 zeichnete die besten Gesetze zur Stärkung junger Menschen aus. Die Preisverleihung fand während der 141. Vollversammlung der Inter-Parlamentarischen Union in Belgrad, Serbien statt. Das Gewinnergesetz „Initiative YouthConnekt“, 2012 stammt aus Ruanda. Der Preis wurde vom World Future Council in Partnerschaft mit der Inter-Parlamentarischen Union, dem UN-Entwicklungsprogramm mit Unterstützung der Internationalen Arbeitsorganisation und YouthPolicyLabs verliehen.

### 2021
2021 würdigte der FPA Gesetze zum Schutz vor gefährlichen Chemikalien. Während einer hochkarätigen virtuellen Preisverleihung in Hamburg wurden die zwei Gold-Gewinner aus Kirgisistan und der Region Stockholm (Schweden) prämiert. Kirgisistan ist eines der noch zu wenigen Länder weltweit, welches dem Global Harmonisierten System zur Einstufung und Kennzeichnung von Chemikalien (GHS) Rechtscharakter verliehen hat. Die Region Stockholm hat hingegen die Beschaffung von Chemikalien verboten, die in eine große Reihe der folgenden Kategorien fallen, wie zum Beispiel: „kann Krebs verursachen“ und „kann vererbbare genetische Schäden“ verursachen. Weitere Preise gingen an Gesetze aus Sri Lanka (zum Thema Hochgefährliche Pestizide), den Philippinen (zum Thema Blei in Farben) und Kolumbien (zum Thema Arzneimittelrückstände in der Umwelt).